# 日比谷縱火事件

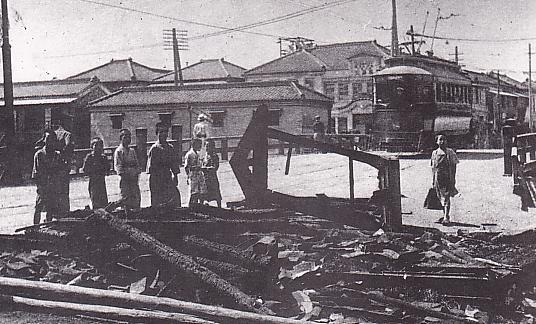
遭到縱火的設施

日比谷縱火事件（日语：日比谷焼打事件）是日俄戰爭後對賠償不滿的日本群眾，在1905年9月5日東京日比谷公園的集會引起的暴動事件。

## 原因
1905年日俄戰爭，東鄉平八郎帶領的日本海軍，擊敗了俄羅斯帝國海軍的太平洋艦隊，後來由美國總統西奧多·羅斯福的中介，於美國的朴茨茅斯進行談判。日本由於戰爭導致財政惡化，俄国發生血腥星期日事件的革命運動，兩國要繼續戰爭都很困難。
日俄戰爭的主要戰場是今中國東北地区和朝鮮半島北部，俄国領土內完全沒被日本攻擊。日本全權大臣小村壽太郎害怕跟俄国的談判決裂，8月29日簽定朴次茅斯條約，俄國將库页岛（日方称樺太，俄方称薩哈林島）南部割讓，承認日本對大韓帝國的領導權。但和約與國民的認知相差太遠，對於因戰爭增稅感到痛苦的國民來說，戰爭費用高達17億日元是國家6年預算，其中外債8億，9億內債透過增稅取得。一般國民期望俄國賠款50億日元、轉讓遼東半島的權利、轉讓旅順－哈爾濱間的鐵路權利（後來只轉讓旅順到長春段的南滿鐵路），轉讓库页岛全境等，一部份右翼積極分子更主張將伊爾庫茨克以東的俄羅斯帝國領土割讓給日本。朝日新聞9月1日以「議和會議主客顛倒」、「桂太郎內閣將國民和軍隊賣了」為標題批評，但是伊藤博文高度評價小村的談判。

## 事件
9月3日以大阪市公會堂為首，全國各地反對和約並要求繼續開戰。9月5日東京日比谷公園也舉行抗議大會，後來民眾襲擊內務大臣官邸、國民新聞社、派出所，與俄国關係深遠的日本正教會也被當作發洩對象，9月6日日本政府施行緊急戒嚴令（9月6日－11月29日）總算平定暴動。暴動死者17名，負傷者500名以上，拘留者2000名以上，其中判決有罪87名，但神戶（9月8日）、橫濱（9月12日）、京都（9月6日）、大阪（9月11日）及名古屋（9月21日）也發生了暴動。

## 影響
暴動收拾後輿論仍未平息，首相桂太郎和帶領立憲政友會的西園寺公望，私下舉行了會議。1906年1月桂內閣總辭，第1次西園寺內閣成立。事件過後，大正政變和西門子事件時發生民眾暴亂，讓掌權者體會到民眾力量，同時也成為「大正民主」的推力。

## 外部連結
- 日比谷焼打事件報道資料集
- The Hibiya Riot - Andrew Gordon（哈佛大学教授）講座 （英文）